# Curgere bifazică
Curgerea bifazică este un tip de curgere ce apare în sisteme lichid-gaz sau lichid-lichid nemiscibile. Este un caz particular de curgere multifazică.